# Liste der Biografien/Wagg
Liste der Biografien |
Portal Biografien |
Personensuche
# |
A |
B |
C |
D |
E |
F |
G |
H |
I |
J |
K |
L |
M |
N |
O |
P |
Q |
R |
S |
T |
U |
V |
W |
X |
Y |
Z |
?
 
Wa |
Wc |
Wd |
We |
Wh |
Wi |
Wj |
Wl |
Wn |
Wo |
Wr |
Ws |
Wt |
Wu |
Ww |
Wy |
Wz
 
Waa |
Wab |
Wac |
Wad |
Wae |
Waf |
Wag |
Wah |
Wai |
Waj |
Wak |
Wal |
Wam |
Wan |
Wao |
Wap |
Waq |
War |
Was |
Wat |
Wau |
Wav |
Waw |
Wax |
Way |
Waz
 
Waga |
Wagb |
Wagd |
Wage |
Wagg |
Wagh |
Wagi |
Wagl |
Wagm |
Wagn |
Wago |
Wags |
Wagt |
Wagu
Die Liste der Biografien führt alle Personen auf, die in der deutschsprachigen Wikipedia einen Artikel haben. Dieses ist eine Teilliste mit 12 Einträgen von Personen, deren Namen mit den Buchstaben „Wagg“ beginnt.

## Wagg

### Wagga
- Waggaman, George A. (1782–1843), US-amerikanischer Politiker

### Wagge
- Waggeh, Fatou, gambische Frauenrechtlerin
- Waggerl, Karl Heinrich (1897–1973), österreichischer Schriftsteller
- Waggershausen, Stefan (* 1949), deutscher Sänger, Komponist und Autor

### Waggn
- Waggner, George (1894–1984), US-amerikanischer Filmregisseur, -produzent, Drehbuchautor und Schauspieler

### Waggo
- Waggoner, Hyatt H. (1913–1988), amerikanischer Literaturwissenschaftler
- Waggoner, Joseph Harvey (1820–1889), US-amerikanischer Herausgeber, Autor und Gesundheitsreformer
- Waggoner, Lyle (1935–2020), US-amerikanischer SchauspielerLyle Waggoner (1935–2020)

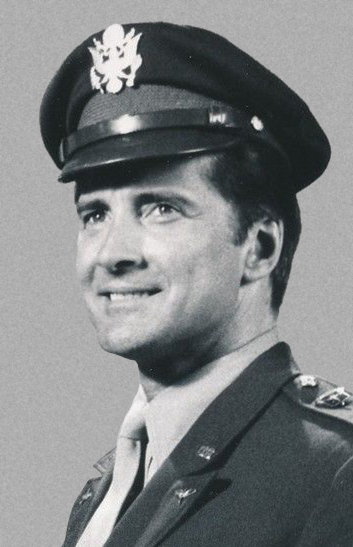
Lyle Waggoner (1935–2020)

- Waggoner, Marsha (* 1948), australische Pokerspielerin
- Waggoner, Mike, US-amerikanischer Rock-’n’-Roll-Musiker
- Waggoner, Todd (* 1965), US-amerikanischer Eiskunstläufer
- Waggonner, Joe (1918–2007), US-amerikanischer Politiker